# Ak Dukar
Ak Dukar (arab. أق دوكار) – wieś w Syrii, w muhafazie Hama. W 2004 roku liczyła 377 mieszkańców.